# Colpodium
Colpodium es un género de plantas herbáceas perteneciente a la familia de las poáceas. Es originario del Hemisferio Norte templado a gran altitud. Comprende 70 especies descritas y de estas, solo 22 aceptadas.

## Taxonomía
El género fue descrito por Carl Bernhard von Trinius y publicado en Fundamenta Agrostographiae 119, pl. 7. 1820.
Citología
El número cromosómico básico del género es x = 2, con números cromosómicos somáticos de 2n = 4, o 8 (en Keniochloa) O 28 (C. Colchicum, Paracolpodium), ya que hay especies diploides y una serie poliploide. Cromosomas relativamente "grandes".
Etimología
Colpodium: nombre genérico que deriva del griego kolpos (una bahía o golfo), refiriéndose a lemmas emarginados (?).

## Especies
- Colpodium araraticum (Lipsky) Woronow
- Colpodium filifolium Trin.
- Colpodium fulvum (Lange) Polunin
- Colpodium humile Griseb.
- Colpodium latifolium R.Br.
- Colpodium pendulinum Griseb.
- Colpodium tuallichii (Hook.f.)
- Colpodium vahlianum (Liebm.) Nevski
- Colpodium variegatum Boiss. ex Griseb.
- Colpodium versicolor (Steven) Schmalh.[4]